# غونيان (همبرات)
غونیان (بالفارسية: گونیان) هي قرية تقع في إيران في قسم همبرات الريفي. يقدر عدد سكانها بـ 121 نسمة بحسب إحصاء 2016.